# Bishnupur (Manipur)
Bishnupur is een nagar panchayat (plaats) in het district Bishnupur van de Indiase staat Manipur. 

## Demografie
Volgens de Indiase volkstelling van 2001 wonen er 9.704 mensen in Bishnupur, waarvan 52% mannelijk en 48% vrouwelijk is. De plaats heeft een alfabetiseringsgraad van 72%. 